# Tul
Tul je 7.162. najbolj pogost priimek v Sloveniji, ki ga je po podatkih Statističnega urada Republike Slovenije na dan 1. januarja 2021 uporabljalo 55. Najbolj pogost je v Obalno-kraški (42) in Osrednjeslovenski (8) statistični regiji.

## Znani nosilci priimka
- Erik Tul, veslač
- Ivan Tul, duhovnik in pisec
- Matej Tul?, društveni delavec v zamejstvu
- Zorko Tul (& Ivan, Armido, Anica Tul), veslači
- Maja Tul, psevdonim Irene Žerjal (pisateljica, pesnica in prevajalka)
- Nataša Tul Mandić, ginekologinja/porodničarka